# Museo regionale di Capodistria
Il Museo regionale di Capodistria (in sloveno Pokrajinski muzej Koper) ha sede nello storico palazzo Belgramoni-Tacco e raccoglie il patrimonio culturale mobile della regione slovena del Litorale.

## Storia
Viene istituito nel 1910 dal consiglio comunale di Capodistria come Museo civico di storia e arte, con l'apertura che avviene l'anno successivo presso il convento di Santa Clara, dopo la Grande Guerra viene spostato a palazzo Belgramoni-Tacco, dov'è sito tutt'ora.
Dopo la seconda guerra mondiale, sotto il governo di Josip Broz Tito, diviene un polo di maggiore importanza e nel 1967 viene reso ufficialmente museo regionale. Ad oggi copre tutta l'area da Pirano a Villa del Nevoso.

## Collezione

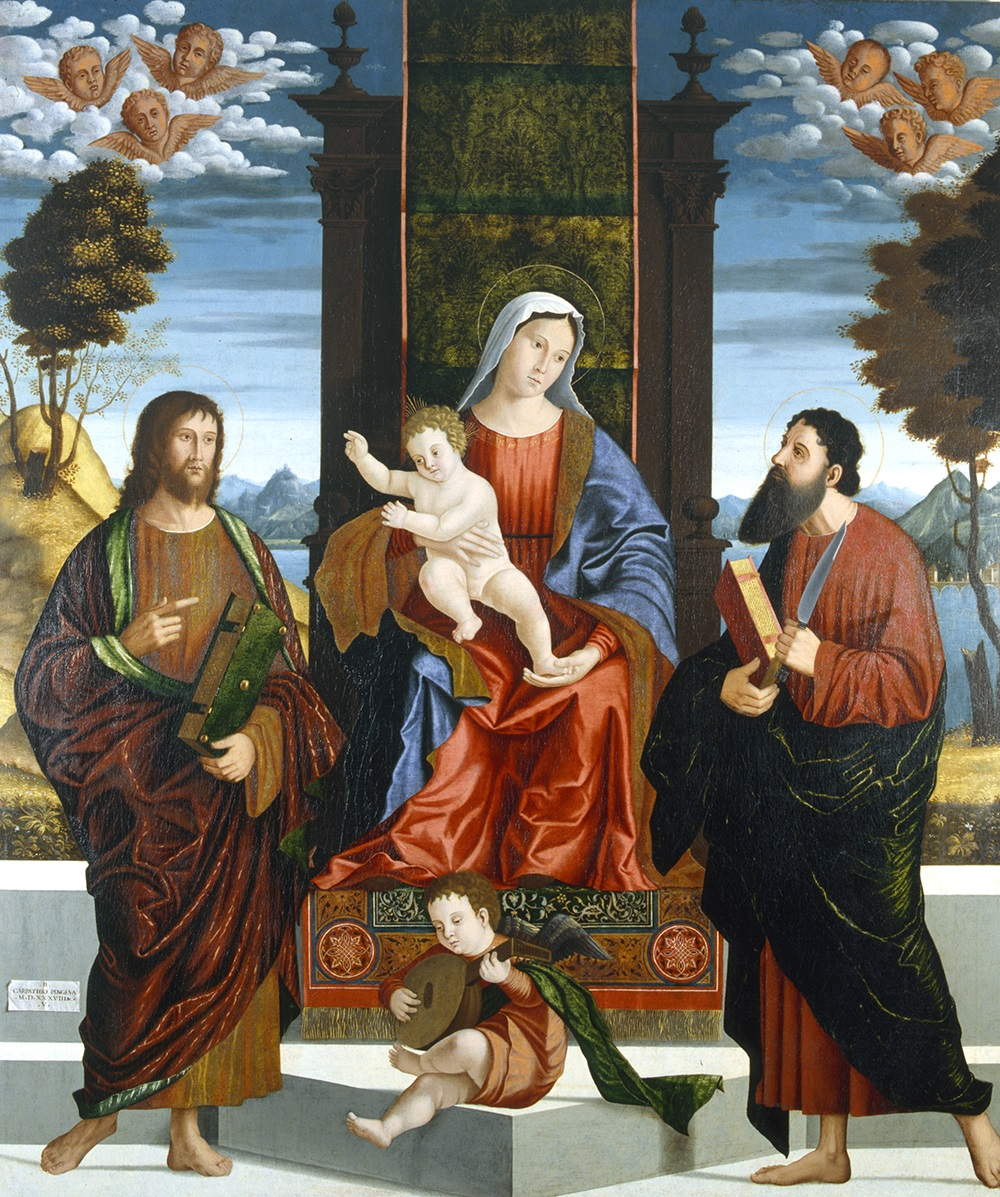
La Vergine tra i santi Bartolomeo e Tommaso di Benedetto Carpaccio

Diviso in sezione archeologica, artistica, socioculturale, di storia contemporanea e, in un edificio adiacente, una galleria d'arte contemporanea, da esso dipende anche l'esposizione permanente al Castello di Primano e quella etnografica in Piazza Gramsci.